# Józef Oleksy
Józef Oleksyⓘ (ur. 22 czerwca 1946 w Nowym Sączu, zm. 9 stycznia 2015 w Warszawie) – polski polityk i ekonomista. Prezes Rady Ministrów w latach 1995–1996, marszałek Sejmu II i IV kadencji w latach 1993–1995 i 2004–2005.
W latach 1987–1989 pierwszy sekretarz Komitetu Wojewódzkiego Polskiej Zjednoczonej Partii Robotniczej w Białej Podlaskiej, w 1989 minister-członek Rady Ministrów w rządzie Mieczysława Rakowskiego, a w 2004 Wiceprezes Rady Ministrów oraz minister spraw wewnętrznych i administracji w rządzie Leszka Millera, w latach 1989–2005 poseł na Sejm X, I, II, III i IV kadencji, przewodniczący Socjaldemokracji Rzeczypospolitej Polskiej (1996–1997) i Sojuszu Lewicy Demokratycznej (2004–2005), wiceprzewodniczący SLD w latach 2003–2004 i 2012–2015.

## Życiorys

### Wykształcenie i działalność zawodowa
W młodości mieszkał w Nowym Sączu, był ministrantem w parafii św. Małgorzaty w tym mieście. Jako nastolatek wstąpił do Niższego Seminarium Duchownego w Tarnowie. Placówka ta została zlikwidowana, zanim ją ukończył. Egzamin dojrzałości zdał już w szkole publicznej – został absolwentem I Liceum Ogólnokształcącego im. Kazimierza Brodzińskiego w Tarnowie. Ukończył w 1969 międzynarodowe stosunki gospodarcze na Wydziale Handlu Zagranicznego Szkoły Głównej Planowania i Statystyki w Warszawie. Stopień naukowy doktora nauk ekonomicznych uzyskał w 1978 na tej samej uczelni na podstawie rozprawy napisanej pod kierunkiem Andrzeja Całusa.
Był dziekanem Wydziału Stosunków Międzynarodowych Akademii Finansów w Warszawie. Na tej samej uczelni zajmował stanowiska profesorskie, kierował Katedrą Stosunków Międzynarodowych oraz Katedrą Europeistyki. Był również wykładowcą Szkoły Głównej Handlowej. Zasiadał w radach nadzorczych Polonii Warszawa, J.W. Construction, J.W. Biochemical.

### Działalność polityczna w PRL
Od 1964 członek Związku Młodzieży Socjalistycznej i Zrzeszenia Studentów Polskich. W latach 1969–1990 należał do Polskiej Zjednoczonej Partii Robotniczej. Zasiadał w prezydium zarządu głównego Socjalistycznego Związku Studentów Polskich. W latach 1970–1978 był tajnym współpracownikiem wojskowego Agenturalnego Wywiadu Operacyjnego. Przewodniczył Ogólnopolskiej Radzie Młodych Naukowców. Pełnił funkcję sekretarza komitetu uczelnianego PZPR w Szkole Głównej Planowania i Statystyki. W 1977 przeszedł do pracy w aparacie partyjnym w Wydziale Pracy Ideowo-Wychowawczej Komitetu Centralnego PZPR. Od 1981 kierował biurem Centralnej Komisji Rewizyjnej PZPR. W grudniu 1985 został członkiem zespołu do rozpatrzenia i przygotowania propozycji dotyczących uzupełnień i zmian w statucie PZPR przed X Zjazdem PZPR, który odbył się w lipcu 1986. W latach 1987–1989 pełnił funkcję pierwszego sekretarza Komitetu Wojewódzkiego partii w Białej Podlaskiej. W 1989 zajmował stanowisko ministra-członka Rady Ministrów do spraw współpracy ze związkami zawodowymi. W tym samym roku po stronie rządowej uczestniczył w rozmowach okrągłego stołu.

### Działalność polityczna w III RP

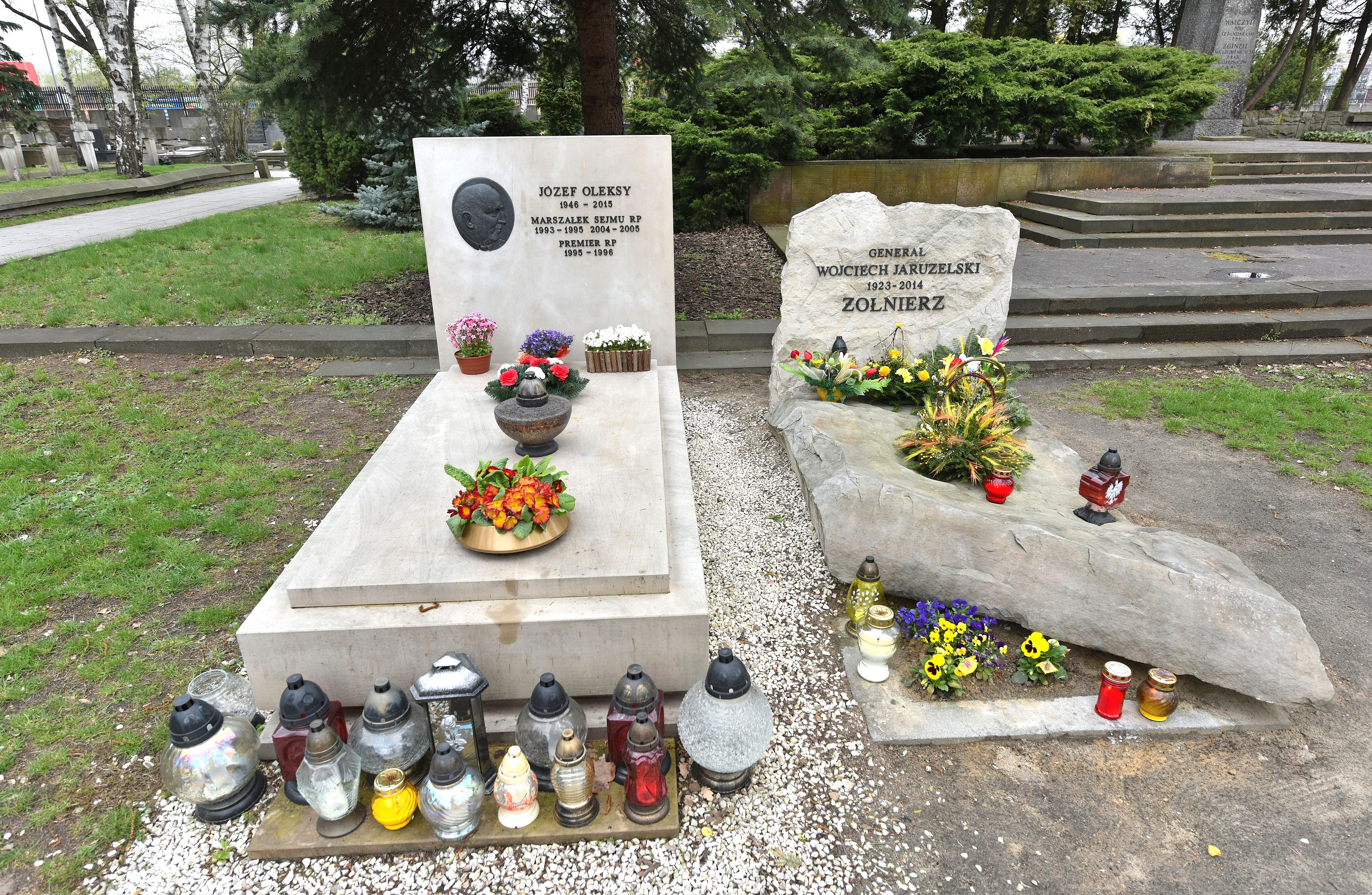
Grób Józefa Oleksego na Cmentarzu Wojskowym na Powązkach w Warszawie

W 1990 był jednym z założycieli powstałej na bazie PZPR Socjaldemokracji Rzeczypospolitej Polskiej, zajmował funkcję przewodniczącego tego ugrupowania od 28 stycznia 1996 do 6 grudnia 1997, w 1999 przystąpił do Sojuszu Lewicy Demokratycznej. W latach 1989–1991 sprawował mandat posła na Sejm kontraktowy, następnie do 2005 posła na Sejm I, II, III i IV kadencji z okręgów bialskopodlaskiego oraz bialskopodlasko-siedleckiego i siedleckich: nr 39 i nr 18. W wyborach parlamentarnych w 2005 bezskutecznie kandydował do Senatu.
W latach 1993–1995 pełnił funkcję Marszałka Sejmu II kadencji. Od 7 marca 1995 do 7 lutego 1996 zajmował stanowisko prezesa Rady Ministrów. Ustąpił po oskarżeniu go przez ministra spraw wewnętrznych Andrzeja Milczanowskiego (zasiadającego w rządzie z ramienia prezydenta Lecha Wałęsy) o działalność szpiegowską na rzecz Rosji pod pseudonimem „Olin”. Zarzuty te nie zostały potwierdzone.
Od stycznia do kwietnia 2004 zajmował stanowisko wiceprezesa Rady Ministrów i ministra spraw wewnętrznych i administracji w rządzie Leszka Millera. Został wybrany na funkcję Marszałka Sejmu IV kadencji 21 kwietnia 2004 po ustąpieniu Marka Borowskiego. Podał się do dymisji po niekorzystnym dla niego nieprawomocnym wyroku sądu lustracyjnego I instancji. 5 stycznia 2005 Sejm odwołał go z tej funkcji stosunkiem głosów 379 do 17 przy 48 wstrzymujących się.
Od 29 czerwca 2003 pełnił funkcję wiceprzewodniczącego SLD, a 18 grudnia 2004 na III kongresie partii został wybrany na jej przewodniczącego, zastępując Krzysztofa Janika. Zrezygnował z tej funkcji 21 maja 2005. Od 29 marca 2007 do 1 lutego 2010 był bezpartyjny. 21 stycznia 2012 został powołany na przewodniczącego rady programowej SLD, a 28 kwietnia 2012 na V kongresie SLD został wybrany na wiceprzewodniczącego ugrupowania.
Należał także do Stowarzyszenia Ordynacka.
22 grudnia 2004 sąd lustracyjny pierwszej instancji orzekł, że Józef Oleksy, wbrew swojemu oświadczeniu, był w latach 1970–1978 tajnym współpracownikiem Agenturalnego Wywiadu Operacyjnego. 21 października 2005 sąd II instancji podtrzymał zaskarżony wyrok. Józef Oleksy złożył kasację do Sądu Najwyższego, który 31 stycznia 2007 umorzył sprawę, uznając, że Józef Oleksy nie wpisując do oświadczenia lustracyjnego swojej współpracy z Agenturalnym Wywiadem Operacyjnym działał „w wyniku błędu”. Sąd Najwyższy uznał, że napisał on nieprawdę w oświadczeniu lustracyjnym, ale nie skłamał, gdyż przy wypełnianiu oświadczenia lustracyjnego miał być wprowadzony w błąd przez ówczesnego szefa Wojskowych Służb Informacyjnych kontradmirała Kazimierza Głowackiego, który w 1997 poinformował go za pośrednictwem ministra obrony narodowej Stanisława Dobrzańskiego, że służba w tym wywiadzie nie podlega ujawnieniu w oświadczeniu.
W marcu 2007 portal internetowy tygodnika „Wprost” opublikował fragmenty stenogramu nagrań prywatnych wypowiedzi Józefa Oleksego z września 2006, dokonanych w biurze Aleksandra Gudzowatego. Były premier zarzucał w nich Aleksandrowi Kwaśniewskiemu, iż w sposób nielegalny uzyskał składniki swojego majątku i nie będzie w stanie wyjaśnić źródeł jego pochodzenia. Wypowiadał się także negatywnie o innych liderach SLD Wojciechu Olejniczaku (nazwanym „narcyzem”) i Jerzym Szmajdzińskim (nazwanym „bucem nadętym”). Po ujawnieniu tej sprawy został zawieszony na 3 miesiące w SLD. 29 marca 2007 zrezygnował z członkostwa w partii.
Do SLD ponownie przyjęty został 1 lutego 2010. 12 maja 2012 został wiceprzewodniczącym tej partii.

## Życie prywatne
Syn Józefa i Michaliny z domu Waśko. Brat Bogumiły, Mariana i Wacława. Był żonaty z Marią Oleksy. Miał dwoje dzieci, syna Michała i córkę Julię.
Od 2005 zmagał się z chorobą nowotworową. Zmarł 9 stycznia 2015 po tygodniowej hospitalizacji w Centrum Onkologii – Instytucie im. Marii Skłodowskiej-Curie w Warszawie. Uroczystości pogrzebowe z udziałem przedstawicieli władz państwowych, w tym prezydenta RP Bronisława Komorowskiego, odbyły się 16 stycznia 2015 w katedrze polowej Wojska Polskiego w Warszawie. Józef Oleksy został pochowany na Cmentarzu Wojskowym na Powązkach (kwatera C6/tuje/4).

## Wyniki wyborcze
| Wybory | Komitet wyborczy                          | Komitet wyborczy                     | Organ           | Okręg           | Wynik           |
| ------ | ----------------------------------------- | ------------------------------------ | --------------- | --------------- | --------------- |
| 1989   |                                           | Polska Zjednoczona Partia Robotnicza | Sejm X kadencji | nr 8            | 22 831 (51,75%) |
| 1991   |                                           | Sojusz Lewicy Demokratycznej         | Sejm I kadencji | nr 26           | 18 511 (7,44%)  |
| 1993   | Sejm II kadencji                          | Sojusz Lewicy Demokratycznej         | nr 39           | 24 843 (11,68%) |                 |
| 1997   | Sejm III kadencji                         | Sojusz Lewicy Demokratycznej         | nr 39           | 27 259 (13,40%) |                 |
| 2001   | Sojusz Lewicy Demokratycznej – Unia Pracy | Sejm IV kadencji                     | nr 18           | 55 703 (17,45%) |                 |
| 2005   | Sojusz Lewicy Demokratycznej              | Senat VI kadencji                    | nr 17           | 39 030 (13,14%) |                 |

## Odznaczenia
- Krzyż Wielki Orderu Odrodzenia Polski (2015, pośmiertnie)[34][35]
- Krzyż Oficerski Orderu Odrodzenia Polski
- Krzyż Kawalerski Orderu Odrodzenia Polski (1984)
- Srebrny Krzyż Zasługi (1972)
- Medal Komisji Edukacji Narodowej
- Medal 40-lecia Polski Ludowej
- Medal „Za zasługi dla obronności kraju”
- Złota Odznaka Honorowa Polskiego Czerwonego Krzyża
- Medal „Zasłużony dla Tolerancji” (2003)[36]
- Wielki Krzyż Komandorski Orderu „Za Zasługi dla Litwy” (Litwa, 2004)[37]
- Krzyż Wielki II Klasy Orderu Zasługi Republiki Federalnej Niemiec

## Odniesienia w kulturze
Do osoby Józefa Oleksego odnosił się bezpośrednio tekst utworu „Łysy jedzie do Moskwy”, opublikowany na albumie Oddalenie (1995) Kazika oraz Las Maquinas de la Muerte (1999) grupy Kazik na Żywo, a konkretnie jego wizyty w Moskwie w 1995 na oficjalnych obchodach 50. rocznicy zakończenia II wojny światowej (Józef Oleksy zdecydował się na udział w nich wbrew woli prezydenta Lecha Wałęsy, w tym samym czasie trwała I wojna czeczeńska). Kazik Staszewski w jednym z wywiadów określił tę wizytę jako skandal.
Bezpośrednimi odniesieniami do osoby Józefa Oleksego były tekst piosenki „Krótki list do Józefa O.” z 1997 autorstwa Leszka Czajkowskiego oraz napisany w 1995 wiersz Bezradność Zbigniewa Herberta.

## Upamiętnienie
- W październiku 2015 jego imieniem nazwano salę komisyjną nr 2 w Nowym Domu Poselskim[43].